# ひまわりの伝言板
『ひまわりの伝言板』（ひまわりのでんごんばん）は、新井葉月による日本の漫画作品、および漫画作品を表題作とした漫画短編集。
『なかよし』（講談社）1997年7月号に掲載された恋愛漫画。

## 収録作品
以下の読み切り作品が収録されている。
- ひまわりの伝言板
- ドキドキ。
- Lesson.1
- 夏休みには金魚すくい
- 再会のヒケツ
- やさしいタオル

## 書誌情報
- 新井葉月『ひまわりの伝言板』 講談社〈講談社コミックスなかよし〉、全1巻、1998年7月6日第1刷発行、ISBN 4-06-178893-0[1]